# Trude Fleischmann
Trude Fleischmann (1895 – 1990) foi uma fotógrafa americana natural da Áustria. Após se tornar uma notável fotógrafa da sociedade em Viena na década de 1920, ela restabeleceu seus negócios em Nova York em 1940.

## Biografia
Fleischmann nasceu em Viena em dezembro de 1895, e foi a segunda de três filhos de uma família próspera judia. Depois de se matricular no ensino médio, ela passou um semestre estudando história da arte em Paris, seguido de três anos de fotografia no Lehr- und Versuchsanstalt für Photographie und Reproduktionsverfahren, em Viena. Ela então trabalhou por um curto período como aprendiz no Atelier d'Ora de Dora Kallmus, e por um período mais longo para o fotógrafo Hermann Schieberth. Em 1919, ingressou na Photographische Gesellschaft in Wien (Sociedade Fotográfica de Viena).

## Carreira
Em 1920, aos 25 anos de idade, Fleischmann abriu seu próprio estúdio, perto da prefeitura de Viena. Suas placas fotográficas beneficiavam do seu uso cuidadoso de luz artificial difusa. Fotografando celebridades da música e do teatro, seu trabalho foi publicado em periódicos como Die Bühne, Moderne Welt, Welt und Mode e Uhu. Ela foi representada pela Agência Fotográfica Schostal. Além dos retratos de Karl Kraus e Adolf Loos, em 1925 ela realizou uma série de nus da dançarina Claire Bauroff, a qual foi confiscada pela polícia quando as fotos foram exibidas em um teatro de Berlim, trazendo fama internacional. Fleischmann também incentivava outras mulheres a se tornarem fotógrafas profissionais.
Com a Anschluss em 1938, Fleischmann foi forçada a deixar o país. Ela se mudou primeiro para Paris, depois para Londres e, finalmente, junto de sua antiga estudante e companheira Helen Post, em abril de 1939 para Nova York. Em 1940, ela abriu um estúdio na Rua West 56th, próximo ao Carnegie Hall, que ela dirigia junto de Frank Elmer, que também havia emigrado de Viena. Além de cenas da cidade de Nova York, ela fotografou celebridades e imigrantes notáveis, incluindo Albert Einstein, Eleanor Roosevelt, Oskar Kokoschka, Lotte Lehmann, Otto von Habsburg, Conde Richard von Coudenhove-Kalergi e Arturo Toscanini. Ela também trabalhou como fotógrafa de moda, contribuindo para revistas como a Vogue. Ela estabeleceu uma forte amizade com a fotógrafa Lisette Model.

## Últimos anos de vida
Ao se aposentar em 1969, Fleischmann foi para Lugano, na Suíça. Após uma queda em 1987, ela retornou aos Estados Unidos, onde passou a morar com o sobrinho, o pianista Stefan Carell, em Brewster. Ela morreu na cidade em janeiro de 1990.

## Exposições
O trabalho de Trude Fleischmann foi apresentado no Museu de Viena, de janeiro a maio de 2011, em uma exposição intitulada "Trude Fleischmann: Der sebstbewusste Blick".

## Literatura
- Fleischmann, Trude; Holzer, Anton; Kreutler, Frauke (2011). Self-assured eye. Distributed Art Pub Incorporated. [S.l.: s.n.] ISBN 978-3-7757-2780-8